# Cerkiew św. Prokopa w Bădeuți

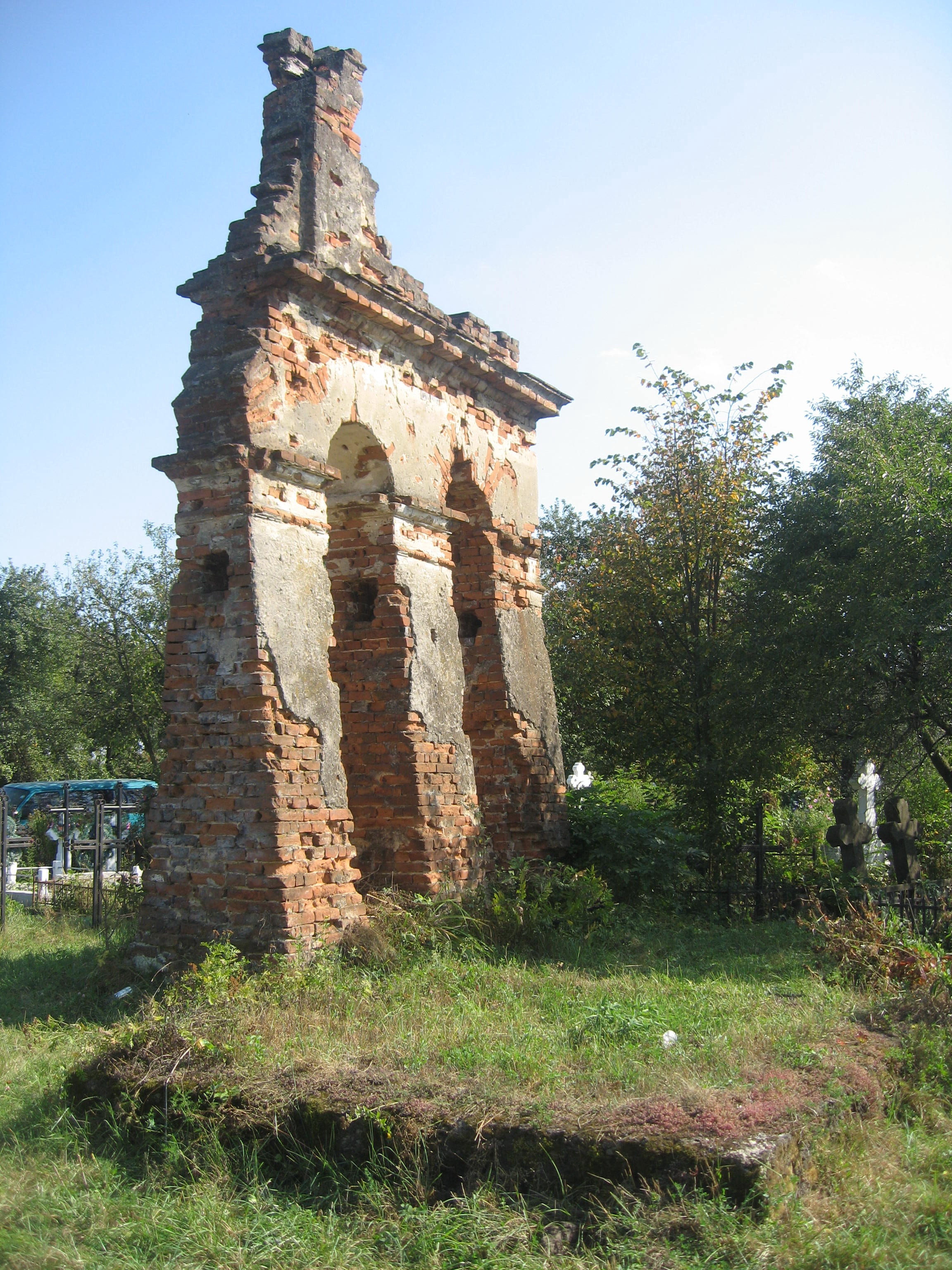
Ruiny cerkwi św. Prokopa

Cerkiew św. Prokopa – malowana cerkiew znajdująca się niegdyś w miejscowości Bădeuți w północnej Rumunii, na Bukowinie. 

## Historia
Cerkiew została wzniesiona w 1487 z fundacji hospodara mołdawskiego Stefana Wielkiego jako wotum za jego zwycięstwo nad hospodarem wołoskim Basarabem III Starym. Zbudowana została na typowym dla mołdawskich cerkwi planie trójkonchowym, zwieńczona wieżą nad nawą, składała się z dwóch pomieszczeń: nawy i przedsionka. Świątynia została ozdobiona malowidłami wewnętrznymi. W XVIII w. zatynkowano je i częściowo odkryto w końcu XIX w. Wśród nich znajdował się m.in. rzadko spotykany żywot św. Prokopa (w przedsionku), patrona świątyni. Z fresków zewnętrznych, które zapewne powstały pod koniec pierwszej połowy XVI w. zachowały się jedynie zarysy Drzewa Jessego.
Cerkiew została zniszczona w 1917 przez wojska austro-węgierskie. Do naszych czasów zachował się tylko fragment ściany, który można oglądać na wiejskim cmentarzu nieopodal drewnianej cerkwi.

## Literatura
- M. Jurecki, Bukowina. Kraina łagodności, Bezdroża 2001, s. 229-230.